# Pedra do Caladão
A Pedra do Caladão, também conhecida como Pico do Cruzeiro, é uma formação rochosa localizada no município brasileiro de Coronel Fabriciano, no interior do estado de Minas Gerais. Faz parte da Serra dos Cocais e está situada nas proximidades do bairro Caladão. Destaca-se no horizonte da cidade, em meio a outras formações rochosas que caracterizam a Serra dos Cocais, e integra uma área de interesse ambiental, paisagístico e cultural do município, com suas visadas protegidas.
Seu entorno é usado para trilhas em meio à Mata Atlântica e no local também está situada a Pedra Dois Irmãos, que é outro ponto de referência recorrentemente visitado. O cume pode ser observado até da cidade vizinha, Timóteo, a cerca de 15 quilômetros. A posição do paredão faz com que parte da pedra fique na sombra a maior parte do ano. Ocasionalmente a formação rochosa é usada para escaladas, porém a escalada de seu paredão é difícil devido à inclinação. Além disso, a prefeitura já cogitou a instalação de um teleférico para o acesso ao pico.

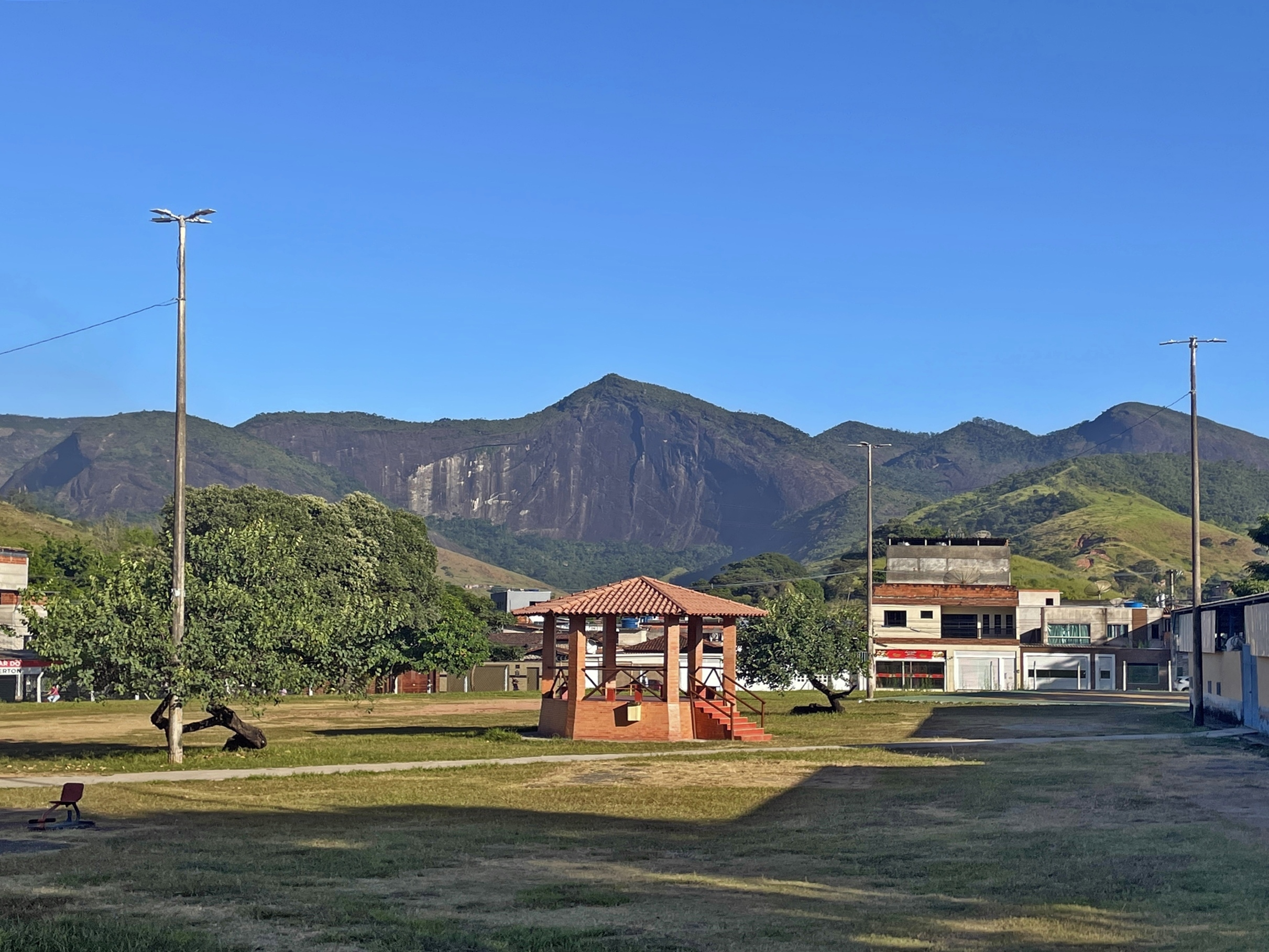
Pedra do Caladão vista do bairro Floresta
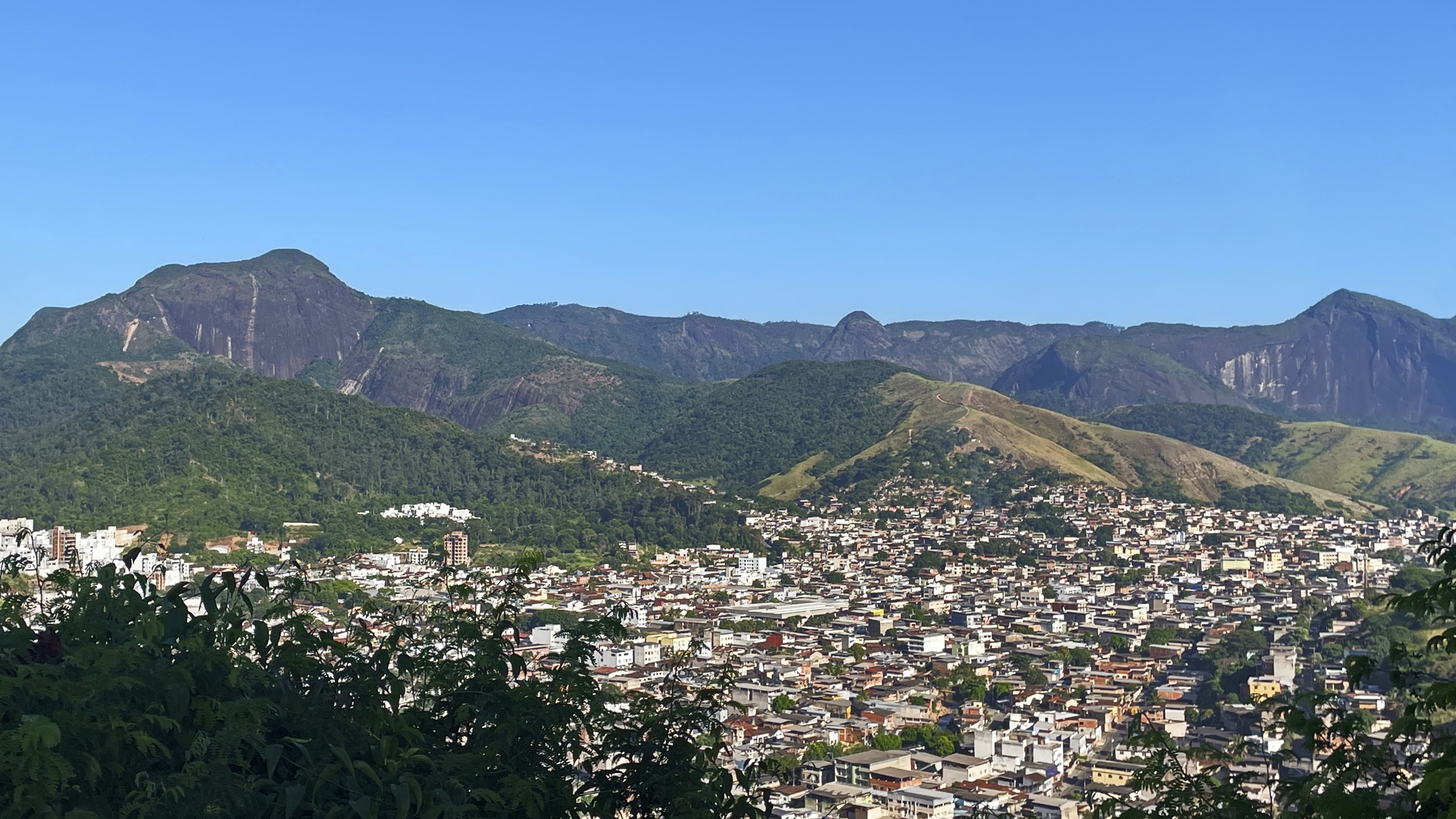
Vista de Coronel Fabriciano a partir do bairro Nova Tijuca, com o Pico do Chico Zuza em destaque à esquerda e a Pedra do Caladão à direita.
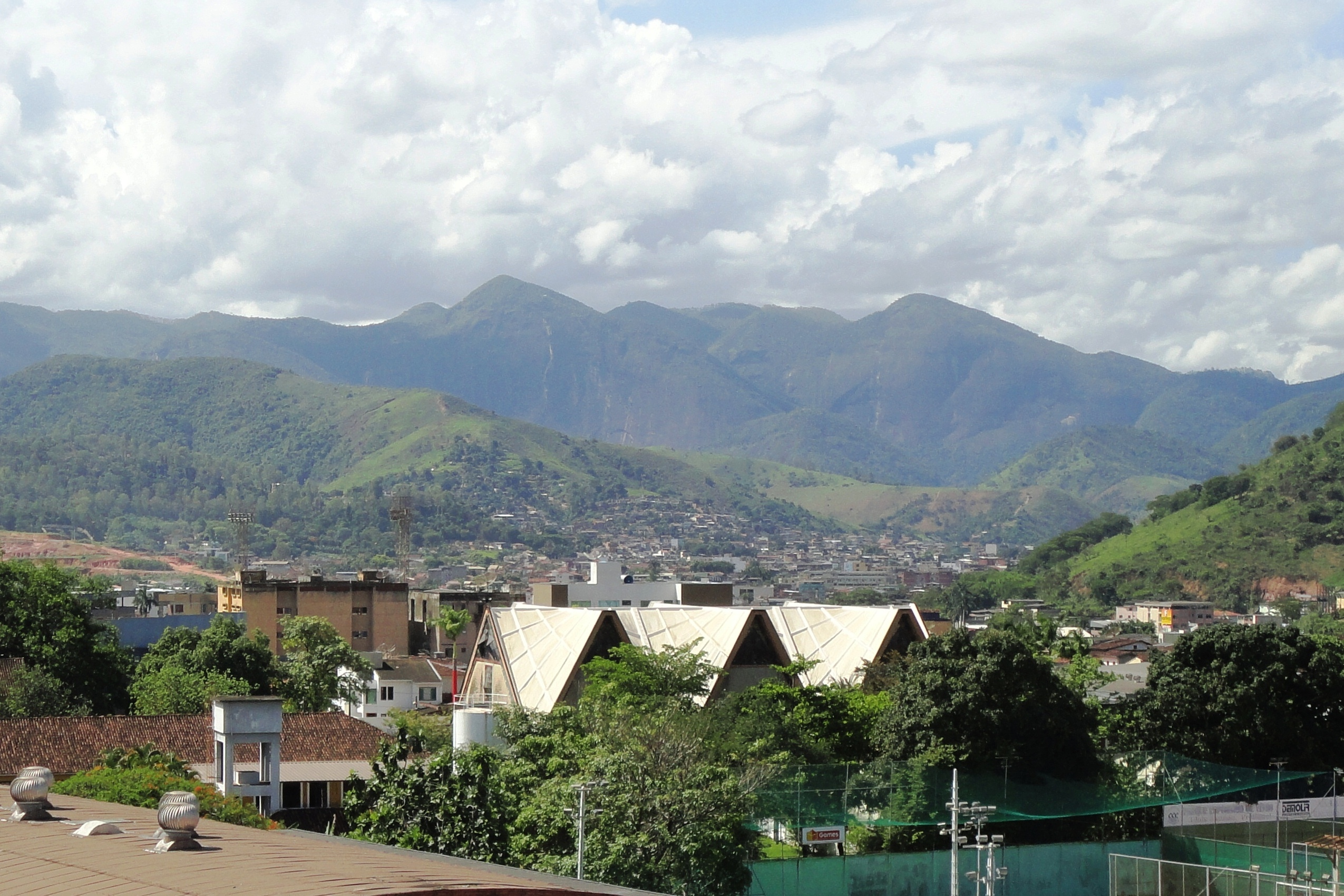
Zona urbana de Coronel Fabriciano com a Serra dos Cocais ao fundo, sobressaindo-se a Pedra do Caladão.